# Elektronička pošta
Elektronička pošta, e-pošta ili e-mail (eng. electronic mail) prijenos je tekstualnih poruka i priloženih dokumenata računalnim komunikacijskim mrežama, najčešće internetom.

## Klijent e-pošte
Za čitanje i slanje elektroničke pošte rabimo programe koje zovemo klijenti e-pošte. Ti programi mogu biti tekstualni (npr. mutt, elm, alpine) ili grafički (npr. Mozilla Thunderbird, Microsoft Outlook). 
Svaki od korisnika elektroničke pošte ima svoju e-adresu koja ima oblik ime_pošiljatelja@ime_domene, npr. ihorvat@mojatvrtka.hr i ivan.horvat@example.com.
Klijenti e-pošte uključuju uređivač teksta za sastavljanje poruka čijom primjenom se poruka priprema za slanje. Pripremljenim porukama pošiljatelj može dodati priloge u obliku različitih datoteka. Poruka se šalje primatelju na temelju njegove e-adrese. Poruka se može poslati jednom ili više primatelja odjednom, zbog čega je elektronička pošta vrlo učinkovit način komunikacije u skupini.
Na Internetu se za slanje e-pošte najčešće koristi protokol SMTP, a za preuzimanje e-pošte iz elektroničkog poštanskog sandučića najčešće se koriste protokoli POP3 i IMAP.

## Zaglavlja poruke
Svaka poruka je precizno oblikovana (tj. definiran je format kako treba izgledati svaka e-mail poruka). Poruke se sastoje od zaglavlja i tijela (header i body).
Praktično svaka poruka ima sljedeća zaglavlja:
- From: e-mail adresa pošiljatelja
- To: e-mail adresa primatelja
- Subject: kratak naslov poruke (predmet poruke)

Sljedeća zaglavlja su moguća (ali ne nužna, vidi RFC 4021 za više detalja/zaglavlja):
- Date: vrijeme slanja poruke (lokalno, na računalu s koga se šalje)
- Cc: carbon copy, tj. kome se poruka prosljeđuje na uvid (kopija poruke)
- Bcc: blind carbon copy, poruka se prosljeđuje na uvid, ali tako da to ni primatelj(i) poruke ni njezine kopije ne znaju
- Received: informacija koju generira e-mail poslužitelj, služi za praćenje
- Content-Type: kako poruka treba biti prikazana, najčešće je to MIME tip
- Reply-To: e-mail adresa na koju treba odgovoriti (ako se razlikuje od one u To: zaglavlju)
- Izvori: identifikacijski broj poruke, i poruke čiji je ova poruka odgovor, itd...
- In-Reply-To: identifikacijski broj poruke čiji je ova poruka odgovor
- X-Face: mala ikona

## E-mail attachment
E-mail attachment (hrv. prilog uz elektroničku poštu) je računalna datoteka koja se šalje zajedno s nekim e-mailom ("priložena" je uz poruku). Datoteka može biti poslana kao zasebna poruka, međutim, danas je općeprihvaćeno da se šalje kao dio poruke uz koju je priložena.

## Prijenos poruka
Poslane poruke se čuvaju u elektroničkom poštanskom sandučiću primatelja, koji se nalazi na poslužitelju elektroničke pošte sve dok se primatelj ne poveže na mrežu i dok ne preuzme poruke na svoje računalo. Nakon čitanja, poruka se može pohraniti u obliku tekstualne datoteke, ispisati, obrisati ili proslijediti na druge adrese e-pošte. Gotovo svi poslužitelji internetskih usluga u svojoj ponudi imaju i servis E-pošte.
Od početka 21. stoljeća sve se više koristi i webmail – korištenje e-pošte putem web-preglednika.

## Moderna uporaba elektroničke pošte
Elektronička pošta je veoma koristan i alat u poslovnom svijetu. Danas je praktički nemoguće zamisliti modernog menadžera koji ne koristi internet, a s time i e-poštu. Elektronička pošta u poslovnom svijetu koristi se za dogovaranje sastanaka, slanje dopisa i raznih dokumenata unutar poduzeća ili vanjskim suradnicima. Kako se mogu slati i datoteke raznih formata (multimedijalne datoteke), e-pošta se često koristi i kao sredstvo oglašavanja. Loša je strana slanje raznih oglasa koji stižu vrlo često i sadrže tzv. junk mail ili spam, beskorisnu poštu kao i onu koju dobivamo u stvarni poštanski pretinac, samo kod e-pošte postoji opasnost od računalnih virusa i sličnih sadržaja koji mogu nanijeti štetu.

## Vanjske poveznice
- Dokument o standardizaciji E-pošte